# Comuna Ceica, Bihor
Ceica (în maghiară: Magyarcséke) este o comună în județul Bihor, Crișana, România, formată din satele Bucium, Ceica (reședința), Ceișoara, Corbești, Cotiglet, Dușești și Incești.

## Istorie
Timp de 20 de ani, românii din "cercul" Ceica au fost reprezentaţi în Dieta (parlament) ungară de profesorul universitar Alexandru Roman. Alexandru Roman (n. 26 noiembrie1826, Auşeu - d. 1897, Sebeş, unde a fost înmormântat). Face liceul la Beiuş şi Oradea, după care urmează cursurile teologice de la Institutul (universitatea) catolic Sfânta Barbara din Viena. La terminarea studiilor, în 1848, este primit ca profesor la Liceul din Beiuş. După 1848 o dată cu introducerea limbii române în programa şcolară, Roman ajunge. în 1850, profesor de limba română la Liceul romano-catolic din Oradea. În 1852 a înfiinţat Societatea de lectură pentru elevii ultimelor două clase de la liceul unde preda şi pentru studenţii Academiei de drept.Urmează, ulterior studii de fizică la Viena şi studii juridice la Budapesta. În 1862 ajunge profesor universitar de limba şi literatura română la Universitatea din Budapesta, poziţie pe care o păstrează până la moartea sa. Profesia universitară a completat-o cu o prodigioasă activitate publicistică. În 1867 a înfiinţat ziarul Federaţiunea, publicaţie de limbă română ce apărea la Budapesta. Pentru că a publicat "Pronunciamentul de la Blaj" (declaraţie politică a românilor care afirma păstrarea Transilvaniei ca principat autonom) a fost condamnat la un an de închisoare şi 500 de zloţi amendă. pedeapsă executată la închisoarea din Vaţ. A fost un excelent pedagog şi mobilizator al conştiinţei naţionale.

## Obiective turistice
- Biserica de lemn din Ceișoara
- Biserica de lemn din Corbești
- Biserica de lemn din Cotiglet
- Biserica de lemn din Dușești
- Defileul Crișului Repede - Pădurea Craiului (sit de importanță comunitară inclus în rețeaua europeană Natura 2000 în România)

## Demografie
Componența etnică a comunei Ceica
     Români (93,89%)
     Romi (1,58%)
     Alte etnii (0,26%)
     Necunoscută (4,27%)
Componența confesională a comunei Ceica
     Ortodocși (64,47%)
     Penticostali (23,85%)
     Baptiști (5,35%)
     Alte religii (2,02%)
     Necunoscută (4,32%)
Conform recensământului efectuat în 2021, populația comunei Ceica se ridică la 3.422 de locuitori, în scădere față de recensământul anterior din 2011, când fuseseră înregistrați 3.591 de locuitori. Majoritatea locuitorilor sunt români (93,89%), cu o minoritate de romi (1,58%), iar pentru 4,27% nu se cunoaște apartenența etnică. Din punct de vedere confesional, majoritatea locuitorilor sunt ortodocși (64,47%), cu minorități de penticostali (23,85%), baptiști (5,35%) și altele (1,11%), iar pentru 4,32% nu se cunoaște apartenența confesională.

## Politică și administrație
Comuna Ceica este administrată de un primar și un consiliu local compus din 13 consilieri. Primarul, Ana-Livia Șovre[*], de la Partidul Social Democrat, este în funcție din 2016. Începând cu alegerile locale din 2024, consiliul local are următoarea componență pe partide politice:
|  | Partid                                | Consilieri | Componența Consiliului | Componența Consiliului | Componența Consiliului | Componența Consiliului | Componența Consiliului | Componența Consiliului |
|  | ------------------------------------- | ---------- | ---------------------- | ---------------------- | ---------------------- | ---------------------- | ---------------------- | ---------------------- |
|  | Partidul Social Democrat              | 6          |                        |                        |                        |                        |                        |                        |
|  | Partidul Național Liberal             | 4          |                        |                        |                        |                        |                        |                        |
|  | Partidul Puterii Umaniste             | 1          |                        |                        |                        |                        |                        |                        |
|  | Alianța pentru Unirea Românilor       | 1          |                        |                        |                        |                        |                        |                        |
|  | Partidul Alianța Renașterea Națională | 1          |                        |                        |                        |                        |                        |                        |